# Río Izhma
El río Izhma (en ruso, Ижма) es un río en la república Komi en el nordeste de la Rusia europea. Es afluente por la orilla derecha del río Pechora, a cuya cuenca hidrográfica pertenece. Pasa por las ciudades de Sosnogorsk y no lejos de Ujtá. Confluye con el río Pechora en Ust-Izhma.

## Geografía
El Izhma nace en la cordillera de Timán, y tiene una longitud de 531km. Drena una cuenca de 31.000 kilómetros cuadrados. Tiene un caudal medio anual de 203 metros cúbicos por segundo.
Sus principales afluentes son el río Ujtá y el río Ayuva.